# ながれ星
「流れ星」（「ながれ星」）（ながれぼし）は、日本の童謡。1924年（大正13年）に雑誌『婦女界』7月号で発表された。作曲は中山晋平。作詞者は発表誌に示されず60年以上不詳であったが、1987年（昭和62年）に管野都世子と判明した。
昭和初期の教科書に載り、一時期は全国的に歌われた。戦後は半ば忘れられていたが、1987年（昭和62年）にNHKドラマ「ばら色の人生」で使われたことにより再注目され、作詞者解明に至った。
なお、作詞の管野都世子は1949年没、作曲の中山晋平が1952年没なので著作権の保護期間が満了し、1番の歌詞および楽曲はパブリックドメインとなっている。ただし、管野都世子の息子、佐々木仁が後年補作した2番、3番の歌詞については著作権の保護期間中である。

## 作詞者判明までの経緯
童謡「流れ星」は、1924年（大正13年）に雑誌『婦女界』7月号で、タイトル「ながれ星」、「婦女界当選童謡・中山晋平曲」として発表された。その後、1928年（昭和3年）12月発行の『新撰小学唱歌曲集』（京文社）など、昭和初期の小学校の教科書に掲載され、ロマンあふれる唱歌として全国的に歌われた。
作詞者は発表誌で示されなかった。昭和5年頃に東八重子の歌唱で録音され、蝶印レコードのレーベルで発売されたレコードや、一部の教科書では野口雨情とされたが、後に間違いであったことが判明した。1980年（昭和55年）に中山晋平の養子である中山卯郎がまとめた『中山晋平作曲目録』では作詞者不詳とされた。
1984年（昭和59年）9月、毎日新聞「若い日の私」欄で神奈川県知事長洲一二が「流れ星」の作者について情報提供を呼びかけたところ、2週間で100件近い反響があったものの作詞者解明には至らなかった。
1987年（昭和62年）4～7月に放映されたNHK総合の水曜ドラマ「ばら色の人生」の中で、鷲尾いさ子演じる主人公さちこが毎回「流れ星」を歌った。これが話題となり、作詞者の家族が名乗り出て、65年ぶりに作詞者が明らかになった。この経緯は同年7月12日『朝日新聞』日曜版、朝刊の社会面で詳しく報じられた。
作詞者は宮城県仙台市出身の管野都世子（本名は管野とも。結婚後は姓が変わり佐々木とも）。少女時代から詩作が趣味で、結婚後も家事の傍ら創作を続け、3人の子を育て上げて1949年（昭和24年）に53歳で病没した。「流れ星」は独身であった24歳頃の作品で、1922年（大正11年）に雑誌『婦女界』4月号で西条八十選の懸賞童謡として1席を獲得したものであった。
なお、多くの文献で「管野」を「菅野」としているのは親族によれば誤記である。

## 歌詞
作詞者である管野都世子が独身であった24歳頃の作品で、上述のとおり、雑誌『婦女界』で西条八十選の新童謡の1席を獲得した。その際、「はろばろとした空想があって面白い。暗い中に微光のあるところが、露西亜（ろしあ）の童話でも読んでいるような気がする」と評された。
1番
くらいみ空の　流れ星
どこへ何しに　行（ゆ）くのでしょ
林のはての　野のはての
誰も知らない湖に
のどのかわいた　お星さま
お水をのみにまいります

## 楽曲
作曲は中山晋平。ト長調、4分の4拍子で、テンポは「早めに」=92。日本人が親しみやすいヨナ抜き音階で書かれている。

## 利用
- 昭和初期の小学唱歌に選ばれ、一時期、全国的に歌われた[4]。
- 1987年（昭和62年）にNHKドラマ「ばら色の人生」の中で使われて注目され、保育園で園児に教えたいという声が挙がり[1]、作詞者の息子である佐々木仁が2番、3番の歌詞を補作して、童謡歌手の河村順子によるCDがキングレコードから発売された[1][3]。
- 日本音楽著作権協会（JASRAC）のデータベースには、2025年5月現在、堀ちえみ、タンポポ児童合唱団、大石昌美がアーティスト登録されている[注 1]。

## 所収
書籍
- 『美しい情感を盛るうたとおどり集』渡辺商店出版部、1925/11
- 『新撰小学唱歌曲集』京文社、1928/12
- 『新らしく選びたる小学唱歌300曲集』京文社、1933/11
- 『みどり愛唱歌集　明日へのこす心の歌』第2集　塚田佳男・酒井沃子監修、緑・芸術祭企画運営委員会／横浜市緑区役所、1993/05
- 『日本叙情歌全集3』長田暁二、ドレミ楽譜出版社、1998/12

他
CD
- キングレコード『河村順子・童謡の歩み』河村順子、1987/11
- EMIミュージック・ジャパン『おかあさんっていいな』堀ちえみ、1992/05
- キングレコード『思い出のアルバム(親子三代うたいましょう) 』タンポポ児童合唱団、1994/08
- 日本コロムビア『大石昌美心のハーモニカ(10) 』大石昌美、1999/06

配信
- キングレコード『保育まるごと夏ミュージック～梅雨／歯と口の健康週間／時計の日／七夕／音頭』タンポポ児童合唱団、2023/07